# Lucas Kalfa Sanon
Lucas Kalfa Sanon (* 4. September 1951 in Dugona) ist ein burkinischer Geistlicher und römisch-katholischer Bischof von Banfora.

## Leben
Lucas Kalfa Sanon empfing am 1. Juli 1978 das Sakrament der Priesterweihe für das Bistum Bobo-Dioulasso.
Am 27. Juni 1998 ernannte ihn Papst Johannes Paul II. zum Bischof von Banfora. Der Bischof von Bobo-Dioulasso, Anselme Titianma Sanon, spendete ihm am 12. Dezember desselben Jahres die Bischofsweihe; Mitkonsekratoren waren der Erzbischof von Ouagadougou, Jean-Marie Untaani Compaoré, und der Bischof von Ziguinchor, Maixent Coly.